# 曹廷輔
曹廷辅（？—？），字君弼，號沧涛，山东青州府安丘县莲池里人。明朝政治人物。

## 生平
书四房，己丑九月二十四日生。萬曆三十四年（1606年）丙午科山东鄉試第二十九名舉人，天啓二年（1622年）壬戌科会试三百二十二名，三甲三百名進士。三年授南直盱眙知县，养病。行取礼部主事。